# Araecerus varians
Espèce
Araecerus varians est une espèce d'insectes appartenant à la famille des Anthribidae.